# Altable
Altable település Spanyolországban, Burgos tartományban. Altable Foncea, Treviana, Valluércanes és Pancorbo községekkel határos. Lakosainak száma 47 fő (2024).

## Népesség
A település lakosságának változását az alábbi diagram mutatja:
| Lakosok száma | 59   | 61   | 56   | 54   | 57   | 49   | 51   | 51   | 47   | 47   |
|               | 2001 | 2004 | 2006 | 2009 | 2011 | 2014 | 2016 | 2019 | 2021 | 2024 |